# 天兵忠靈祠
22°37′10″N 120°22′50″E / 22.619420°N 120.380653°E
天兵忠靈祠，是位於臺灣高雄市大寮區影劇七村的忠烈祠，祭祀中華民國傘兵。

## 歷史

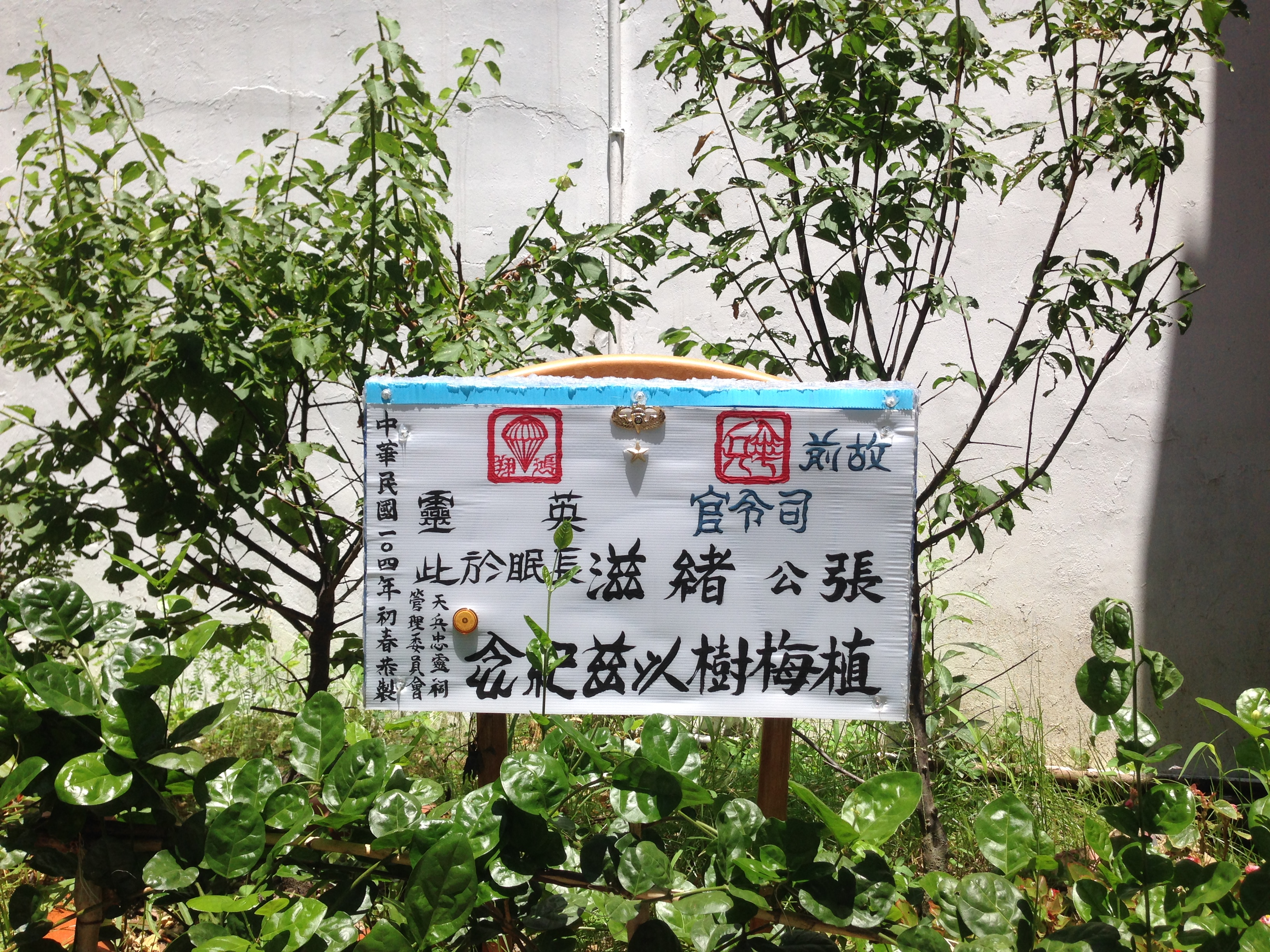
為紀念傘兵司令官張緒滋的植樹告示。

1968年以上尉退伍、經商為生的艾管寧，協助關懷照料許多從中國大陸來臺的退伍傘兵，和處理無依老傘兵的後事。1985年時，在他處理某老傘兵後事時，意外發現其家中有一罈黃金，經過退伍同袍間討論，決定以此為基礎來建造祭祀傘兵的祠廟，並自掏腰包向其他願意的退伍傘兵募集資金。除記錄傘兵歷史，也可將老傘兵遺骨收容於祠中。
早在艾管寧十九歲時於第二次國共內戰的徐州西郝寨戰場，目睹幫他點菸的傘兵同袍李聲濤被敵人擊斃之時，就已有建祠的念頭。2006年，他寫給昔日部下、畫家張德正的信中也提到此事。

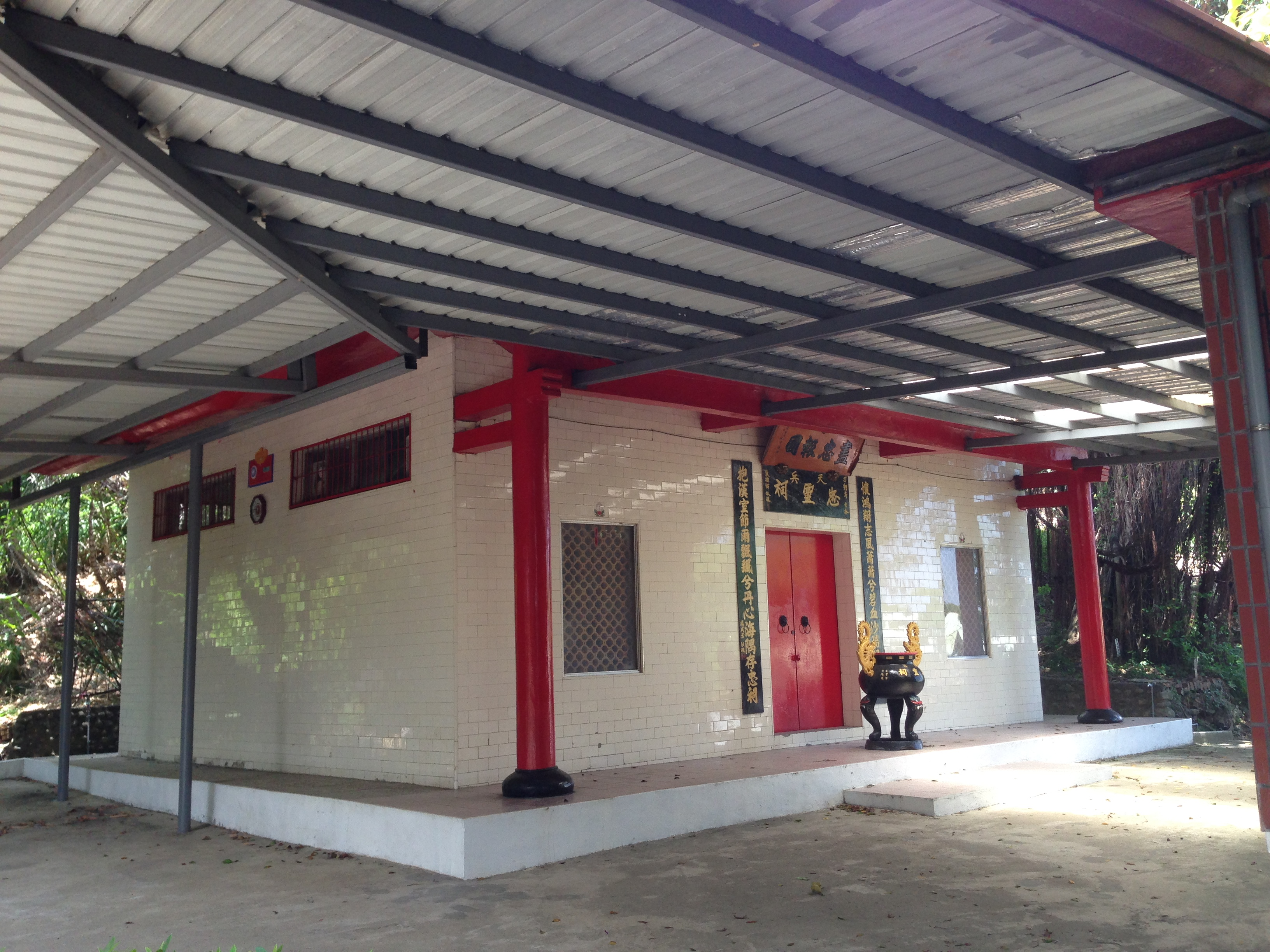
天兵忠靈祠

祠廟地點是選在大寮與鳳山交接處的影劇七村內，由前中華民國國防部部長鄭為元准予，將該用地撥歸財政部國有財產局，建祠資金則由艾管寧、楊成芳等退伍傘兵發起的個人捐獻籌款。

###### 艾管寧也在1987年發起成立中華民國退伍傘兵協會[6]。同年4月6日，第四十三屆傘兵節慶祝大會時，此祠落成啟用[1][3][4][5][7][8]。
為追查過去與黑蝙蝠中隊同乘軍機的傘兵下落，後備司令部留守業務處蔡其聖上校曾前往此祠，拜會管委會副會長蔣萬傑、代理會長李學明，終於找到住在鳳山的倖存者趙富奇。2009年12月，留守業務處處長楊長政上校專程慰訪趙富奇，與負責管理此祠的的蔣萬傑。

## 祭祀
該祠管理辦法規定，安厝對象為亡故傘兵及其眷屬或鰥寡無依人員，最大容量為三百廿個。

在2009年12月軍聞社報導時，已有骨灰一百零八個、牌位二個，

安厝在臺亡故官兵五十員、眷屬十九員及鰥寡卅二員。 
每年4月8日傘兵節舉行春祭，及農曆中元節舉辦秋祭。

歷年來天兵忠靈祠春祭時，

均由時任空降特戰部隊（現為航空特戰指揮部）主官管主祭。

2009年11月28日

國防部陸軍司令部司令楊天嘯上將蒞臨天兵忠靈祠。

由退伍傘兵李學明、王東東協助，

確認黑蝙蝠中隊陸軍傘兵小組陣亡人員名單。

司令並指示軍聞社製播“天兵忠靈衛家園”特輯

於莒光園地播放，由王智平少校、蔡宗恆少尉執行製作。

並由退伍傘兵王東東協助下領訪傘兵耆老，

採訪傘兵第一團團長井慶爽、第四突擊隊中尉分隊長劉振華、

傘兵第一大隊上尉指導員蔣和坤、豫東會戰參與戰士陳仁智、

東山島戰役空降作戰張騰雲士官長、

大陸特種聯合飛行任務成員胡天鵬、趙富奇、

並提供早期訪問天兵忠靈祠創辦人艾管寧先生影像畫面。

2010年2月5日

將黑貓中隊、黑蝙蝠中隊於大陸執行任務不幸陣亡將士

由大陸移靈位於大直的忠列祠，入祀典禮由時任國防部長高華柱先生主祭。

並邀請中隊成員趙富奇先生與協助人員王東東等觀禮。

2010年4月10日，

國防部陸軍司令部司令楊天嘯上將蒞臨天兵忠靈祠主持春祭典禮。

2010年9月6日
八軍團指揮官嚴德發中將蒞臨天兵忠靈祠主持秋祭典禮

陸軍航空特戰指揮部、陸軍第八軍團指揮部將領也分別擔任春秋主祭，

如2011年春祭為航特部副指揮官潘其岳少將、同年秋祭為八軍團指揮官孫玦新中將、

2012年春祭為航特部副指揮官黃指恩少將、同年秋祭為八軍團指揮官鄭德美中將

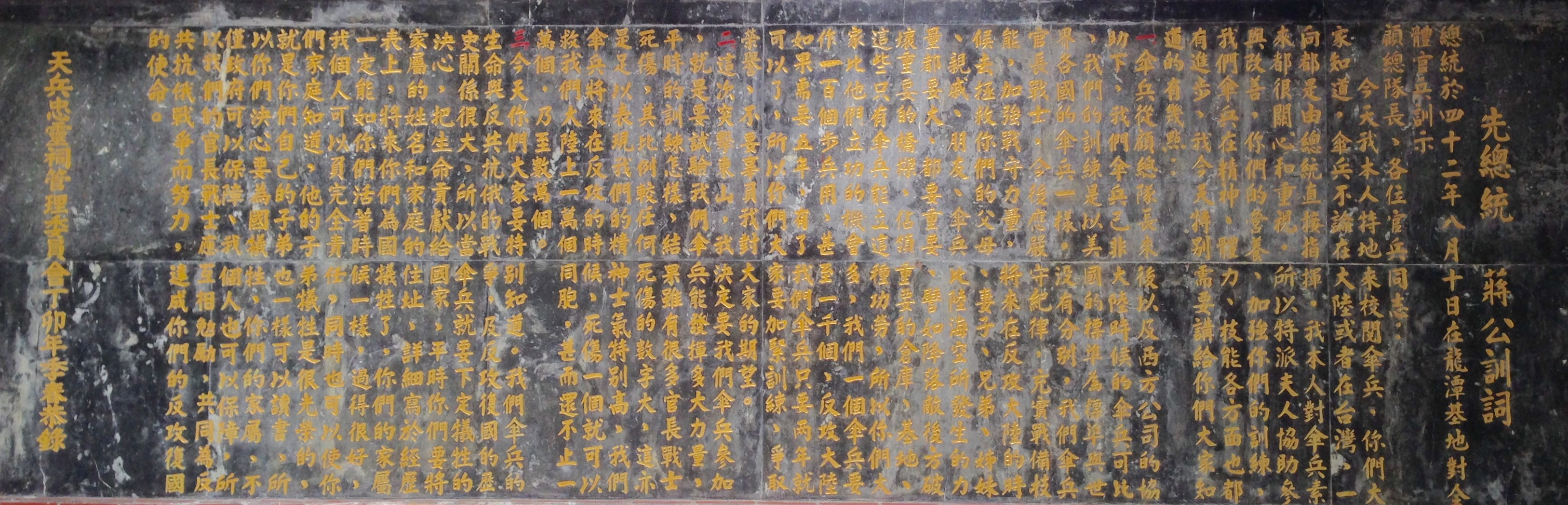
天兵忠靈祠牆壁上的總統訓詞，談及東山島戰役。

。2016年春祭時，航特部指揮官黃國明中將主祭時特

地一同探望照顧管理該祠、八旬的蔣萬傑。

## 現況
每年清明祭祖時節，「天兵忠靈祠」眷屬前來祭祀寥幾，傘兵前輩眾弟兄們自發成立運作之「天兵忠靈祠」，迄今逐漸顯現已有沒入凋敝之象，僅陸軍航特部屏東空訓中心於每年國曆四月八日傘兵節前，加派人員清掃粉刷並與祠慶、春祭合辦祭典。平時原由已故袍澤「蔣萬傑」之子代為巡查忠靈祠內外狀況，並做簡易修繕，每月農曆初一、十五祭拜並配合環境清理，目前蔣氏家族已搬遷無人打理。所供奉之靈骨，眷屬聯絡名冊均由已故傘兵眷屬熱心協助重新校核，電腦數位化作業存於雲端。另外，靈骨遷入(厝)奉金及年度管理經費與贊助極其微薄，現到了捉襟見肘之境。
高雄市府第「八十一期閒置眷地重劃第三階段」，於民國111年年中後，周邊承租眷舍包括忠祠聯絡處：影七路88-2號連帶進行拆除作業，高雄市地政局土地開發處於110年4月8日實地勘測丈量，表示天兵忠靈祠建築主體不列入拆除對象，其餘(包括舊墓地)作為公園綠地保留區，現聯絡處水、電之遷移集中祠洗手間尚未定案，需研商具體對策，得以延續香火，方為長遠之途。
當年在傘兵前輩們所擘劃設立的「天兵忠靈祠管理委員會」，確實在組織分工並行下，發揮了極高的功效。然而，成員一個個接連老去，甚而臥病在榻或仙逝，如今，已逐步走向無人運作，陷入停頓的泥淖危機中。管委會雖取得國土優先使用權，但卻未依法立案申請「人民團體」，所以並不具備社團法人資格已多年。再則遺眷家屬們為先人所繳納一次性之奉金或相關款項，輾轉託負於私人帳戶終究非長久之計。為維持管理委員會正常運作及法定保障，需眷屬形成共識後，再依法申請成立人民團體。目前已著手進行具體做法如下：
1.在網路Face Book (FB)，設立「中華民國天兵忠靈祠眷屬聯誼會」之社團，眷屬及二、三代陸續加入，藉由平台可提供訊息互相討論。家眷收到通知函後，可申請立即加入；並註明已故傘兵先輩之何人以利核對名冊。提供已故尊親昔日玉照及軍旅英姿或您與家人生活舊照稍作介紹最佳且不限張數，原管委會所留書面文字圖片與部分徵集而來的老相片，經數位化處理後，依序存放在社團檔案中，以供緬懷參閱。 網址：www.facebook.com/groups/773081883337199/
2.遺眷及二、三代的加入網路社團目前僅十數人，無法發起籌備人民團體事宜，無法遂行先輩所訂原名為「中華民國天兵忠靈祠管理委員會」銜稱，相關經費無法成立之專戶；無法聘請專人執行建物環境清潔打掃、工具耗損、修繕材料及祭祀支出明細，故無法建立在平台供查閱。